# Žemyna
Zemyna, Žemynėlė, Žemė Motina, łot. Zemes Māte – litewska bogini ziemi, plonów, płodności i sprawiedliwości. W obchodach święta Pergrubii dokonywał się wiosną akt jej hierogamii (zespolenia) z Dievsem, gwarantujący coroczne odtworzenie kosmosu, płodność przyrody i urodzaj.